# Colonia Alemana
Colonia Alemana is een plaats in het Argentijnse bestuurlijke gebied Federación in de provincie Entre Ríos. De plaats telt 404 inwoners (2001). De meeste inwoners van Colonia Alemana zijn van Duitse of Zwitsers afkomst.
Het dorp werd in 1883 gesticht door Don Miguel Rorher. Het betrof een nieuwe nederzetting die bestond uit Duitse immigranten die uit andere streken en Duitsland zelf afkomstig waren.